# Vèze, Cantal

Vèze este o comună în departamentul Cantal, Franța. În 1 ianuarie 2022 avea o populație de 64 de locuitori.